# Monton d'Oro
Monton d'Oro, prima unità della omonima classe, fu un vascello di terzo rango da 24 cannoni che prestò servizio nella Armada da Mar tra il 1688 e il 1691.

## Storia
La costruzione del vascello di terzo rango da 24 cannoni Monton d'Oro, progettato da Stefano Conti. fu ordinata dal Senato il 20 dicembre 1679, e la nave fu impostata sotto la direzione del Proto dei Marangoni Iseppo de Pieri. La nuova nave fu completata, al costo di 21.500 ducati, presso l'Arsenale l'11 febbraio 1689 ed entrò subito a far parte dell'Armata Grossa, adibita a servire come magazzino mobile al seguito delle navi. Insieme alla gemella Abbondanza e Ricchezza fu subito impiegata per trasportare truppe in Dalmazia, circa 1.000 uomini nei primi mesi si servizio. Le stive dell'unità potevano contenere 500 miliara (240 tonnellate) di biscotto, più di un terzo delle navi mercantili dello stesso periodo.
L'unità andò persa in combattimento il 12 giugno 1691 al largo della città di Valona, quando fu intercettata da 8 navi corsare barbaresche. A bordo vi era un equipaggio di 240 uomini, ma l'unità imbarcava solo 20 cannoni, e si dimostrò troppo lenta per poter sfuggire alle navi avversarie. Al fine di impedirne la cattura l'equipaggio preferì incendiarla.

### Annotazioni
1. ↑  Noto anche con il nome di Stefano de Zuanne
Michiel, per essere l'autore dell'unico trattato di architettura navale veneziano del Seicento. Si tratta di L'architettura navale di Steffano de Zuanne de Michel, Vice-Proto de Marangoni, nella qualle vi sono descritte le raggioni e regole per fabricare ogni sorte di navi, galere, galeaze, galeote, caichy, feluche, et ogni altro bastimento solito a fabricarsi tanto nella stessa casa, che fuori . . . Descritta, e disegnata di sua mano in Venezia, l'anno 1686. British Library, Western Manuscript, Add MS 38655.

### Fonti
1. 1 2 3 4  http://www.veneziamuseo.it/ARSENAL/schede_arsenal/vascelli.htm.
2. 1 2  Levi 1896, p. 23.
3. 1 2 3  ASV, PTM, filza 1125, disp. Capitano Generale da Mar Domenico Mocenigo n. 29, 26.6.1691, all. lett. Bortolo Moro al Capitano Generale 14.6.1691.